# Fairburn (Georgia)
Fairburn è una città degli Stati Uniti d'America, situata nello Stato della Georgia nella contea di Fulton. La città fa parte dell'area metropolitana di Atlanta.
La città inoltre è stata capoluogo della contea di Campbell.

## Storia
Fairburn venne scelta come capoluogo in un referendum  spronato dal capoluogo originale Campbellton, che rifiutò di consentire il passaggio della linea "Atlanta & West Point Railroad" a causa del rumore previsto negli anni 1850. La ferrovia invece passò per Fairburn e Campbellton svanì con la crescita di quest'ultima. Il governo della contea di Campbell fallì nel 1931 durante la Grande depressione e, insieme alla contea di Milton, fu assorbita nella contea di Fulton nel 1932. 
La comunità prende il nome da Fairburn, in Inghilterra.